# UNI
UNI (англ. User–network interface) — мережевий інтерфейс користувача. Інтерфейс між абонентським обладнанням та мережею провайдера (наприклад, Ethernet, ATM), визначений як набір протоколів і параметрів трафіку.
У найпростішому випадку інтерфейс виконує такі основні функції:
- з'єднує два і більше абонентських пункти (UNI), забезпечуючи передачу пакетів між ними;
- перешкоджає обміну пакетами між абонентськими пунктами, які не є частиною того ж віртуального з'єднання

Доставкою Ethernet-пакетів по віртуальному з'єднанню керують два основних правила.
- Перше — сервісний пакет ніколи не направляється назад на UNI, з якого він був посланий;
- Друге — пакет повинен бути доставлений з незміненими змістом і MAC-адресою Ethernet-кадру.